# بچه‌های دهکده (مجموعه تلویزیونی)
بچه‌های دهکده یک مجموعه تلویزیونی محصول سال ۱۳۸۷ به کارگردانی، نویسندگی محمد باقری نیکو و تهیه‌کنندگی محسن قصابیان و احسان قصابیان می‌باشد که از شبکه دو پخش شد. این مجموعه در هشت قسمت ۲۵ دقیقه‌ای تهیه شد و از تولیدات سیمای مرکز سمنان است

## خلاصه داستان
این مجموعه داستان نوجوانی را روایت می‌کند که والدینش عازم کشور چین هستند و او را نزد پدر بزرگش به روستا آورده‌اند. ماهان بازی‌هایی را به کودکان روستا می‌آموزد که چندان مورد پسند اهالی نیست، این مسائل پای روحانی ده را به روابط بین بچه‌ها و خانواده‌ها باز می‌کند که ماجراهایی را در پی دارد.

## بازیگران
- داریوش اسدزاده
- اعظم غلامی
- امیرحسین عقیان
- پروین تمجیدی
- پژمان عبدی
- روزبه سلمانی
- سهیلا محسنی
- علی اتفاق
- علی صفائی
- علی نوروزیان
- فاطمه کسرائی
- فریده توکلی
- محمد اصانلو
- مرتضی کاظمی
- مریم مؤمنی